# Saint-Secondin
Saint-Secondin és un municipi francès situat al departament de la Viena i a la regió de la Nova Aquitània. L'any 2007 tenia 559 habitants.

## Demografia

### Població
El 2007 la població de fet de Saint-Secondin era de 559 persones. Hi havia 260 famílies de les quals 100 eren unipersonals (40 homes vivint sols i 60 dones vivint soles), 68 parelles sense fills, 60 parelles amb fills i 32 famílies monoparentals amb fills.
La població ha evolucionat segons el següent gràfic:
Habitants censats

### Habitatges
El 2007 hi havia 365 habitatges, 265 eren l'habitatge principal de la família, 63 eren segones residències i 37 estaven desocupats. 338 eren cases i 3 eren apartaments. Dels 265 habitatges principals, 194 estaven ocupats pels seus propietaris, 68 estaven llogats i ocupats pels llogaters i 3 estaven cedits a títol gratuït; 19 tenien una cambra, 13 en tenien dues, 42 en tenien tres, 68 en tenien quatre i 123 en tenien cinc o més. 179 habitatges disposaven pel capbaix d'una plaça de pàrquing. A 145 habitatges hi havia un automòbil i a 92 n'hi havia dos o més.

### Piràmide de població
La piràmide de població per edats i sexe el 2009 era:
| Homes | Edats   | Dones |
| ----- | ------- | ----- |
| 0     | 95 o +  | 0     |
| 4     | 90 a 94 | 4     |
| 8     | 85 a 89 | 8     |
| 16    | 80 a 84 | 32    |
| 20    | 75 a 79 | 16    |
| 12    | 70 a 74 | 20    |
| 16    | 65 a 69 | 12    |
| 8     | 60 a 64 | 20    |
| 20    | 55 a 59 | 4     |
| 8     | 50 a 54 | 12    |
| 12    | 45 a 49 | 8     |
| 16    | 40 a 44 | 20    |
| 8     | 35 a 39 | 12    |
| 20    | 30 a 34 | 32    |
| 12    | 25 a 29 | 0     |
| 20    | 20 a 24 | 8     |
| 8     | 15 a 19 | 4     |
| 12    | 10 a 14 | 12    |
| 16    | 5 a 9   | 20    |
| 4     | 0 a 4   | 4     |

## Economia
El 2007 la població en edat de treballar era de 314 persones, 243 eren actives i 71 eren inactives. De les 243 persones actives 221 estaven ocupades (120 homes i 101 dones) i 21 estaven aturades (11 homes i 10 dones). De les 71 persones inactives 33 estaven jubilades, 14 estaven estudiant i 24 estaven classificades com a «altres inactius».

### Ingressos
El 2009 a Saint-Secondin hi havia 251 unitats fiscals que integraven 546 persones, la mediana anual d'ingressos fiscals per persona era de 15.448 €.

### Activitats econòmiques
Dels 14 establiments que hi havia el 2007, 2 eren d'empreses alimentàries, 1 d'una empresa de fabricació d'altres productes industrials, 5 d'empreses de construcció, 1 d'una empresa de transport, 1 d'una empresa d'hostatgeria i restauració, 1 d'una empresa financera, 1 d'una empresa de serveis, 1 d'una entitat de l'administració pública i 1 d'una empresa classificada com a «altres activitats de serveis».
Dels 6 establiments de servei als particulars que hi havia el 2009, 1 era una oficina de correu, 1 una oficina bancària, 1 paleta, 1 guixaire pintor, 1 lampisteria i 1 perruqueria.
Dels 2 establiments comercials que hi havia el 2009, 1 era una fleca i 1 una carnisseria.
L'any 2000 a Saint-Secondin hi havia 44 explotacions agrícoles que ocupaven un total de 2.808 hectàrees.

## Equipaments sanitaris i escolars
El 2009 hi havia una escola elemental.

## Poblacions més properes
El següent diagrama mostra les poblacions més properes.